# Rubus provincialis
Rubus provincialis är en rosväxtart som beskrevs av Liberty Hyde Bailey. Rubus provincialis ingår i släktet rubusar, och familjen rosväxter. Inga underarter finns listade i Catalogue of Life.